# Joanna Senyszyn
Joanna Senyszyn, née Raulin le 1er février 1949 à Gdynia, est une économiste, professeure d'université, activiste politique et sociale, publiciste et femme politique polonaise. 
Professeure d'économie, elle est longtemps membre de l'Alliance de la gauche démocratique.
Députée à la Diète de 2001 à 2009 puis de 2019 à 2023, elle est aussi députée européenne entre 2009 et 2014.
Candidate à l'élection présidentielle de 2025, elle recueille 1,09 % des suffrages et termine à la neuvième place sur les treize candidats du scrutin.

## Biographie

### Études
Diplômée du lycée Marynarki Wojennej RP de Gdynia. En 1972, elle obtient une maîtrise à la faculté d'économie des transports de l'université de Gdańsk (spécialité relations économiques internationales),. En 1977, elle obtient son doctorat en sciences économiques à la faculté d'économie de la production de l'université de Gdańsk,. En 1992, elle obtient son habilitation à la même faculté sur la base d'une thèse intitulée Konsumpcja żywności w świetle potrzeb i uwarunkowań. W 1996 otrzymała tytuł profesora nauk ekonomicznych en français : « La consommation alimentaire à la lumière des besoins et des déterminants ». En 1996, elle reçoit le titre de professeur de sciences économiques.

### Carrière
Après avoir obtenu son diplôme en 1972, elle prend un poste à l'université de Gdańsk où elle atteint le poste de professeur titulaire en 1998,. De 1994 à 1995, elle est la première rectrice de l'École d'administration et de commerce de Gdynia. De 1996 à 2002, elle est doyenne de la faculté de gestion de l'université de Gdańsk. En 2001, elle prend la tête du département d'études de marché de la faculté des sciences sociales de l'Université de Gdańsk.
Elle est l'autrice et la co-autrice d'environ cent cinquante publications sur le marketing, le niveau de vie et la consommation. Elle promeut six cents masters et six doctorats,,. En 2019, elle achève ses travaux universitaires,.
L'hebdomadaire Fakty i Mity lui consacre une rubrique régulière intitulée Katedra Profesor Joanny S.. « La chaire du professeur Joanna S. » ; ses textes paraissent également dans l'hebdomadaire Nie et les magazines Przegląd et Trybuna. En 2020, elle commence à collaborer avec l'hebdomadaire Fakty po Mitach.
En mai 2025, elle commence à travailler avec RMF FM en tant qu'animatrice de l'émission Jak żyć, być i kochać w XXI wieku.

## Activité politique
Entre 1975 et 1990, elle est membre du Parti ouvrier unifié polonais. En 1980, elle rejoint le syndicat autonome indépendant Solidarność, qu'elle quitte en 1995. En 1994, elle se présente sans succès au conseil municipal de Gdynia en tant que membre du bloc de gouvernement local Notre Gdynia (elle obtient 243 voix). Entre 1998 et 2001, elle est conseillère à l'assemblée de la voïvodie de Poméranie pour le premier mandat au nom de l'Alliance de la gauche démocratique.
Lors des élections parlementaires polonaises de 2001, elle entre au Sejm sur la liste de l'Alliance de la gauche démocratique - Union du travail,. Elle se présente sans succès aux élections européennes de 2004,. De juin 2005 à juin 2008, elle est vice-présidente de l'Alliance démocratique de gauche. Lors des élections parlementaires polonaises de 2005, elle se présente avec succès,. Lors des élections parlementaires polonaises de 2007, elle devient députée pour la troisième fois, se présentant sur la liste de la coalition de la gauche et des démocrates et obtenant 25 193 voix,. Elle est vice-présidente du groupe parlementaire polono-taïwanais. Elle est membre honoraire du parti Raison de la gauche polonaise.